# Finland 1943
|  | Denne artikel er oprettet af botten Steenthbot ud fra en ekstern database. Den kan derfor have sproglige fejl eller mangler. Denne skabelon kan fjernes efter kontrol af indholdet. |

Finland 1943 er en dansk dokumentarisk optagelse fra 1943.

## Handling
Tammerfors er en af Finlands største industribyer, trods talrige bombeangreb går livet sin sædvanlige gang. Hverdagslivet i Helsingfors. Optagelser af en gammel storbonde på landet. En professorfamilie på sommerophold arbejder ved land- og skovbrug. En 18-årig soldat har orlov, der læses Tarzan-bøger. Kexholm havde før 1939 12.000 indbyggere, nu er byen næsten udslettet, men ca. 1300 mennesker er alligevel vendt hjem. En karelerbonde tilsår sin mark. Ved Summa brød russerne i vinterkrigen den finske front under blodige kampe. Skoven er mejet ned af granatilden og byen udslettet. Nu kommer kvinderne tilbage. 80 % af husene i Wiborg blev ødelagt. Major Arno Tuurma står for Wiborgs genopbygning.